# 26 april
26 april är den 116:e dagen på året i den gregorianska kalendern (117:e under skottår). Det återstår 249 dagar av året.

## Återkommande bemärkelsedagar

### Nationaldagar
- Tanzania: Unionsdagen (till minne av att Tanganyika och Zanzibar slogs samman och bildade Tanzania denna dag 1964)

## Namnsdagar

### I den svenska almanackan
- Nuvarande – Teresia och Terese
- Föregående i bokstavsordning
  - Engelbrekt – Namnet infördes på dagens datum 1901, men flyttades 1918 till 27 april, för att hedra den svenske 1400-talsupprorsledaren Engelbrekt Engelbrektsson, som ansågs ha avlidit 27 april 1436 (trots att det egentligen var 4 maj).
  - Kletus – Namnet fanns, till minne av påve Anacletus I, även i formen Cletus, på dagens datum före 1901, då det utgick.
  - Terese – Namnet infördes på dagens datum 1986 och har funnits där sedan dess.
  - Teresia – Namnet infördes 1865 på 27 april, för att ära prinsessan Teresia, som var gift med Karl XV:s och Oscar II:s bror August. 1918 flyttades det till dagens datum, för att bereda plats åt Engelbrekt på 27 april, och har funnits där sedan dess.
  - Tessy – Namnet infördes på dagens datum 1986, men utgick 1993.
- Föregående i kronologisk ordning
  - Före 1901 – Kletus eller Cletus
  - 1901–1917 – Engelbrekt
  - 1918–1985 – Teresia
  - 1986–1992 – Teresia, Terese och Tessy
  - 1993–2000 – Teresia och Terese
  - Från 2001 – Teresia och Terese
- Källor
  - Brylla, Eva (red.): Namnlängdsboken, Norstedts ordbok, Stockholm, 2000. ISBN 91-7227-204-X
  - af Klintberg, Bengt: Namnen i almanackan, Norstedts ordbok, Stockholm, 2001. ISBN 91-7227-292-9

### Finlandssvenska almanackan
- Nuvarande från 2020[1] – Teresa, Terese, Teresia
- I föregående revideringar[a][2]
  - 1929–1949 – Teresia
  - 1950–1999 – Teresia, Terese
  - 2000–2019 – Teresia, Teresa, Terese

## Händelser
- 1865 – John Wilkes Booth, som knappt två veckor tidigare har mördat USA:s president Abraham Lincoln, blir upphunnen vid ett tobaksmagasin. Sedan man har tänt eld på det, för att försöka röka ut honom och hans kumpan, blir han skjuten genom ett fönster i magasinet av Boston Corbett, sedan han har vägrat ge sig. Han såras dödligt i nacken och sedan man har fått ut honom ur magasinet dör han inom några minuter och hinner således inte ställas inför rätta för mordet på presidenten. Däremot döms flera andra som delaktiga i en konspiration för att mörda flera medlemmar av regeringen, däribland Mary Surratt, som blir den första kvinna, som döms till döden och avrättas på order av USA:s federala regering.
- 1903 – Tre baskiska studenter i Madrid grundar fotbollsklubben Atlético Madrid som en avdelning inom Athletic Bilbao. Det dröjer dock till 1947, efter diverse sammanslagningar, innan det nuvarande namnet antas.
- 1915 – Storbritannien, Frankrike, Italien och Ryssland skriver i London under ett hemligt fördrag, genom vilket Italien och flera Balkanländer efter det pågående första världskriget ska få göra stora landvinster på Österrike-Ungerns bekostnad, mot att Italien lämnar centralmakterna och övergår till ententen. Avtalet ska förbli hemligt till krigsslutet, men efter oktoberrevolutionen i Ryssland 1917 publiceras det i den sovjetiska tidningen Izvestija och i Versaillesfreden 1919 rivs det upp helt och hållet.
- 1937 – Divisioner ur det tyska flygvapnet genomför en terrorbombning av den baskiska staden Guernica i norra Spanien under det pågående spanska inbördeskriget. Bombningen, där omkring 200–300 personer omkommer, blir en symbol för det moderna bombkriget och konstnären Pablo Picasso målar sedermera en berömd målning, där han skildrar händelsen.
- 1943 – Påskkravallerna i Gamla Uppsala äger rum, i samband med att det nazistiska partiet Svensk socialistisk samling håller en manifestation vid Gamla Uppsala högar.
- 1954 – Genèvekonferensen, en internationell fredskonferens om de väpnade konflikterna i Korea och Franska Indokina, inleds.
- 1964 – Sedan ögruppen Zanzibar utanför den afrikanska västkusten har blivit självständig från Storbritannien den 12 januari samma år slås den denna dag samman med Tanganyika på det intilliggande fastlandet (som har varit självständigt sedan 1961) och de båda bildar därmed republiken Tanzania.
- 1986 – Reaktor 4 i kärnkraftverket i Tjernobyl utanför Pripjat i sovjetrepubliken Ukraina drabbas av härdsmälta, då den exploderar klockan 01.23 på natten. Man har nämligen stängt av flera säkerhetssystem, för att kunna utföra diverse tester. Efter explosionen sprids ett radioaktivt moln med vindar över Europa, däribland särskilt Sverige, där man till att börja med tror att det är Forsmarks kärnkraftverk som läcker, eftersom särskilt hög radioaktivitet uppmäts kring det. Några dagar senare meddelar dock Sovjetunionen officiellt att olyckan har inträffat och den visar sig vara den värsta kärnkraftsolyckan i modern tid. Så småningom lyckas man klä in hela den exploderade reaktorn i betong, men än idag (2025) är omkringliggande områden övergivna, på grund av strålningsrisken.
- 1991 – Sedan det finländska Centerpartiet har vunnit det finska riksdagsvalet den 17 mars kan partiledaren Esko Aho denna dag efterträda Harri Holkeri som statsminister och bilda Finlands första center-högerregering sedan 1964.
- 2002 – 19-årige Robert Steinhäuser, som tidigare har blivit avstängd från Gutenberggymnasiet i tyska Erfurt, genomför en skolmassaker, då han på skolan skjuter ihjäl 13 lärare, två elever och även en polis, innan han avslutar dådet med att ta sitt eget liv.
- 2008 – Det österrikiska Fritzlfallet upptäcks då en kvinna som har misstänkts vara försvunnen i 24 år hittas. I själva verket har hon varit inlåst i familjens källare av sin egen far som där har våldtagit henne och fått henne att föda sju barn. Det hela uppdagas när en av kvinnans döttrar blir sjuk och förs till sjukhus och fadern Josef Fritzl tillåter sin dotter att besöka henne.

## Födda
- 121 – Marcus Aurelius, romersk kejsare från 161
- 1575 – Maria av Medici, Frankrikes drottning 1600–1610 (gift med Henrik IV), förmyndarregent för sin son Ludvig XIII 1610–1617
- 1710 – Thomas Reid, brittisk filosof
- 1746 – John Patten, amerikansk demokratisk-republikansk politiker
- 1755
  - Bengt Euphrasén, svensk botanist
  - Johan Daniel Lundmark, svensk läkare och konstnär
- 1765 – Emma Hamilton, brittisk dansös, modell och societetsdam, älskarinna till Horatio Nelson
- 1798 – Eugène Delacroix, fransk målare och illustratör
- 1806 – Alexander Duff, brittisk missionär
- 1812 – Alfred Krupp, tysk industrialist
- 1824 – Otto Myrberg, svensk teolog och universitetslärare
- 1860
  - Józef Bilczewski, polsk romersk-katolsk präst, professor och helgon, ärkebiskop av Lwow 1900–1923
  - Charles Henderson, amerikansk demokratisk politiker och affärsman, guvernör i Alabama 1915–1919
- 1861 – Amos W. Barber, amerikansk republikansk politiker och kirurg, guvernör i Wyoming 1890–1893
- 1863 – Arno Holz, tysk författare och litteraturteoretiker
- 1865 – Akseli Gallen-Kallela, finländsk konstnär
- 1869 – Albert Gebhard, finländsk konstnär
- 1878 – Rafael Guízar Valencia, mexikansk romersk-katolsk biskop och helgon
- 1879
  - Eric Campbell, amerikansk skådespelare
  - Owen Willans Richardson, brittisk fysiker, mottagare av Nobelpriset i fysik 1928
- 1886 – Ma Rainey, amerikansk sångare, kompositör och textförfattare
- 1889 – Ludwig Wittgenstein, österrikisk-brittisk filosof
- 1893 – Harry Hjörne, svensk journalist, chefredaktör och folkpartistisk politiker
- 1894 – Rudolf Hess, tysk nazistisk politiker, Adolf Hitlers ställföreträdare 1933–1941
- 1895 – Asta Wickman, svensk översättare
- 1897 – Eddie Eagan, amerikansk idrottsman
- 1898 – Vicente Aleixandre, spansk poet, mottagare av Nobelpriset i litteratur 1977
- 1903 – Karl-Magnus Thulstrup, svensk skådespelare och sångare
- 1910 – Erland von Koch, svensk kompositör
- 1912 – A.E. van Vogt, kanadensisk science fiction-författare
- 1918 – Fanny Blankers-Koen, nederländsk friidrottare
- 1920 – Maud Hyttenberg, svensk skådespelare
- 1925 – Jørgen Ingmann, dansk gitarrist
- 1932
  - Michael Smith, brittisk-kanadensisk kemist, mottagare av Nobelpriset i kemi 1993
  - Birgitta Stenberg, svensk författare, översättare och illustratör
- 1933
  - Arno Penzias, tysk-amerikansk fysiker, mottagare av Nobelpriset i fysik 1978
  - Carol Burnett, amerikansk skådespelare, komiker och underhållare
- 1937 – Jean-Pierre Beltoise, fransk racerförare
- 1941 – Claudine Auger, fransk skådespelare
- 1946 – Niki Tsongas, amerikansk demokratisk politiker, kongressledamot 2007–2019
- 1950 – Sture Bergwall, svensk man, dömd men sedermera friad för åtta mord
- 1951 – Gert Wingårdh, svensk arkitekt
- 1955
  - Ulrika Knape Lindberg, svensk simhoppare, bragdmedaljör
  - Jan Rippe, svensk revyartist, sångare, skådespelare och komiker, medlem i humorgruppen Galenskaparna och After Shave
- 1958 – Giancarlo Esposito, amerikansk skådespelare
- 1959 – Johan Anderblad, svensk programledare
- 1960 – Maria Kulle, svensk skådespelare
- 1961 – Joan Chen, kinesisk-amerikansk skådespelare
- 1963
  - Dag Volle, svensk discjockey, musikproducent och låtskrivare med artistnamnet Denniz Pop
  - Jet Li, kinesisk kung fu-utövare och skådespelare
- 1964 – Rebecka Törnqvist, svensk artist
- 1967 – Mike Masters, amerikansk fotbollsspelare
- 1970 – Melania Trump, slovensk-amerikansk fotomodell och politikerhustru, sedan 2005 gift med Donald Trump
- 1975 – Joey Jordison, amerikansk musiker, trumslagare i gruppen Slipknot
- 1977 – Tom Welling, amerikansk skådespelare och modell
- 1979 – Stefan Solyom, svensk dirigent, kompositör, arrangör och musiker
- 1980 – Channing Tatum, amerikansk skådespelare och modell
- 1982 – Jon Lee, brittisk musiker, medlem i gruppen S Club 7
- 1985 – Ida Ingemarsdotter, svensk längdskidåkare, bragdmedaljör 2014
- 1993
  - Jennifer Falk, svensk fotbollsspelare
  - Marko Macan, kroatisk vattenpolospelare

## Avlidna
- 757 – Stefan II, omkring 42, påve sedan 752
- 896 – Bonifatius VI, påve sedan 11 april detta år
- 1444 – Robert Campin, omkring 69, flamländsk målare
- 1478 – Giuliano di Piero de' Medici, omkring 25, italiensk magnat (mördad)
- 1686 – Magnus Gabriel De la Gardie, 63, svensk greve och ämbetsman, riksmarskalk 1651–1653, riksskattmästare 1652–1660, rikskansler 1656–1680 och riksdrots 1680–1684
- 1856 – George Troup, 75, amerikansk demokratisk-republikansk politiker, senator för Georgia 1816–1818 och 1829–1833
- 1865 – John Wilkes Booth, 26, amerikansk skådespelare, president Abraham Lincolns mördare (dödad)
- 1885 – Alice Ayres, 25, brittisk barnsköterska
- 1886 – Gustaf Sparre, 83, svensk politiker, lantmarskalk 1847–1848, Sveriges justitiestatsminister 1848–1856, president för Svea hovrätt 1856–1867, universitetskansler 1859–1871 och riksmarskalk sedan 1864
- 1893 – Axel Johan Erik Krook, 61, svensk publicist och författare
- 1903 – Malwida von Meysenbug, 86, tysk författare
- 1910
  - Bjørnstjerne Bjørnson, 77, norsk diktare, författare och samhällsdebattör, mottagare av Nobelpriset i litteratur 1903
  - Garretson Gibson, 77, liberiansk politiker, Liberias president 1900–1904
- 1940 – Carl Bosch, 65, tysk kemist, ingenjör och företagsledare, mottagare av Nobelpriset i kemi 1931
- 1957 – Gichin Funakoshi, 88, japansk karatemästare
- 1969 – Robert Mulka, 74, tysk SS-man och krigsförbrytare
- 1970 – Gypsy Rose Lee, 59, amerikansk skådespelare och författare
- 1973 – Irene Ryan, 70, amerikansk skådespelare
- 1974
  - Eric Andersson, 69, svensk kompositör, sångtextförfattare, kapellmästare och ackompanjatör
  - Vilhelm Bryde, 85, svensk skådespelare, filmproducent och regissör
- 1981
  - Madge Evans, 71, amerikansk skådespelare och fotomodell
  - Jim Davis, 71, amerikansk skådespelare
- 1984 – William Basie, 79, amerikansk jazzmusiker med artistnamnet Count Basie
- 1985 – Broderick Crawford, 73, amerikansk skådespelare
- 1989 – Lucille Ball, 77, amerikansk tv-skådespelare
- 1991 – Lars Hall, 63, svensk modern femkampare, OS-guld 1952 och 1956, bragdmedaljör 1956
- 1998 – Sven Olov Lindholm, 95, svensk nazistisk politiker
- 1999
  - Man Mohan Adhikari, 78, nepalesisk kommunistisk politiker, Nepals premiärminister 1994–1995
  - Jill Dando, 37, brittisk programledare (mördad)
- 2001 – Betty Bjurström, 77, svensk varietédansös och skådespelare
- 2005 – Maria Schell, 79, österrikisk skådespelare
- 2008 – Ulla Marcks von Würtemberg, 93, svensk barnboksförfattare med pseudonymen Eva Hjelm
- 2011 – Phoebe Snow, 60, amerikansk sångare och låtskrivare
- 2013
  - George Jones, 81, amerikansk countrysångare och låtskrivare
  - William L. Guy, 93, amerikansk demokratisk politiker, guvernör i North Dakota 1961–1973
  - Jacqueline Brookes, 82, amerikansk skådespelare
- 2017 – Jonathan Demme, 73, amerikansk regissör, manusförfattare och producent
- 2018 – Philip H. Hoff, 93, amerikansk demokratisk politiker, guvernör i Vermont 1963–1969
- 2020 – Karl-Fredrik Berggren, 82, svensk fysiker och forskare
- 2023
  - Martin Lönnebo, 93, svensk kyrkoman, biskop i Linköpings stift 1980–1995
  - Stina Rautelin, 59, finlandssvensk skådespelare